# Рудгежовиці
Рудгежовиці (пол. Rudgerzowice, нім. Riegersdorf) — село в Польщі, у гміні Свебодзін Свебодзінського повіту Любуського воєводства.
Населення — 200 осіб (2011).
У 1975-1998 роках село належало до Зеленогурського воєводства.

## Демографія
Демографічна структура станом на 31 березня 2011 року:
|          | Загалом | Допрацездатний вік | Працездатний вік | Постпрацездатний вік |
| -------- | ------- | ------------------ | ---------------- | -------------------- |
| Чоловіки | 98      | 28                 | 65               | 5                    |
| Жінки    | 102     | 31                 | 54               | 17                   |
| Разом    | 200     | 59                 | 119              | 22                   |